# Teuchopora
Teuchopora är ett släkte av mossdjur. Teuchopora ingår i familjen Teuchoporidae.
Kladogram enligt Catalogue of Life:
| Teuchopora | \| \| Teuchopora biaviculata \| \| \| \| \| \| Teuchopora edwardsi \| \| \| \| |
|            | \| \| Teuchopora biaviculata \| \| \| \| \| \| Teuchopora edwardsi \| \| \| \| |
|            | Coleopora                                                                      |
|            |                                                                                |
|            | Lagenicella                                                                    |
|            |                                                                                |
|            | Teuchopora biaviculata                                                         |
|            |                                                                                |
|            | Teuchopora edwardsi                                                            |
|            |                                                                                |

|  | Teuchopora biaviculata |
|  |                        |
|  | Teuchopora edwardsi    |
|  |                        |